# Cidnopus ruzenae
Cidnopus ruzenae là một loài bọ cánh cứng trong họ Elateridae. Loài này được Laibner miêu tả khoa học năm 1977.